# الحوزة (رصد)

تعديل مصدري - تعديل

الحوزة هي إحدى قرى عزلة القارة بمديرية رصد التابعة لمحافظة أبين، بلغ تعداد سكانها 177 نسمة حسب تعداد اليمن لعام 2004.